# フラネオール
フラネオール（英: Furaneol）は、化学式C6H8O3で表される有機化合物。IUPAC命名法では4-ヒドロキシ-2,5-ジメチルl-3-フラノンであり、フラネオールの名称はフィルメニッヒ社の商標である。ストロベリーフラノンの別名を持ち、天然にはイチゴやパイナップルに含まれ、ソバやトマトの香り成分としても重要である。産業的には、イチゴなどの香りの食品用香料や香水原料として使用される。

## 性質
ジャムあるいは調理したパイナップルを思わせる無色の結晶で、マルトースに似た甘味を有する。常温では不安定で、徐々に分解する。天然物からは1967年に、イチゴおよびパイナップルから発見された。その後、ラズベリー、コーヒー、ポップコーン、焙煎したアーモンド、醤油、ローストビーフからも見出されている。パイナップル、イチゴ、ラズベリーやシュガータイプのフレーバーとして、最終製品時点で5.0～10.0ppmほど使用される。

### 立体異性体
(R)-(+)-フラネオール と (S)-(−)-フラネオールのエナンチオマーがあり、 香りを有するのは(R)体である。
| (S)-(−)-フラネオール | (R)-(+)-フラネオール |

## 製法
糖の誘導体からの製法や科学的合成法が研究されているが、工業的な製造法は確立していない。当初はL-ラムノースのアマドリ転位で作られたが、原料の入手は容易ではなかった。次いで、他の6-デオキシヘキソースのD-キノボースやL-フコースを原料とする研究が行われた。このほか、3-ヘキシン-2,5-ジオールや5-メチル-3,4-ジヒドロキシフル酸エチルを出発点とした化学的合成法も研究されている。